# Marockos Grand Prix
Marockos Grand Prix var en formel 1-deltävling som kördes på Ain Diab i  Casablanca i Marocko. Tävlingen hade premiär utanför mästerskapet säsongen 1957 men ingick i 1958. Banan är numera nedlagd.

## Vinnare Marockos Grand Prix
| År   | Bana     | Förare        | Konstruktör |
| ---- | -------- | ------------- | ----------- |
| 1958 | Ain Diab | Stirling Moss | Vanwall     |
| 1957 | Ain Diab | Jean Behra    | Maserati    |